# Svizzera all'Eurovision Song Contest 1960
La Selezione Svizzera per l'Eurofestival 1960 si svolse a Basilea il 29 febbraio 1960.

## Canzoni in ordine di presentazione
| Posizione | Canzone              | Artista          |
|           | Attrap'ça            | Fud Leclerc      |
|           | Malcantonesina       | Anita Traversi   |
|           | Madrigal             | Jo Roland        |
|           | La java sans tralala | Fud Leclerc      |
|           | Frühling             | Bianco Cavallini |
|           | È stata qui          | Gianni Ferraresi |
| 1.        | Cielo e terra        | Anita Traversi   |
|           | Chin chin            | Fud Leclerc      |
|           | Chérie, chérie       | Jo Roland        |